# Tabanus limitatus
Tabanus limitatus är en tvåvingeart som beskrevs av Stone 1975. Tabanus limitatus ingår i släktet Tabanus och familjen bromsar. Inga underarter finns listade i Catalogue of Life.